# Closing the Ring
Closing the Ring è un film del 2007 diretto da Richard Attenborough. Ultima regia di Attenborough, il film uscì nel Regno Unito e nella Repubblica d'Irlanda il 28 dicembre 2007.

## Trama
1991. Durante il funerale di Chuck, un aviatore veterano della seconda guerra mondiale, la figlia dell'uomo, Marie, fa l'elogio funebre del padre in una chiesa piena di veterani che lo conoscevano e lo amavano, mentre la madre, Ethel Ann, è seduta fuori dalla chiesa, fumando e smaltendo una sbornia. Quando Ethel Ann incomincia ad agire in modo strano, solo il suo amico Jack sembra capire il perché di quel comportamento. Marie conosce poco del passato della madre e la vera storia del suo amore.
La scena si sposta nel tempo, quando Ethel Ann era giovane, piena di vita e ottimista. È innamorata di un giovane agricoltore, Teddy Gordon, che è in partenza per la guerra con i suoi migliori amici, Jack e Chuck. Prima di partire Ethel Ann e Teddy si sposano in segreto (testimoni solo Jack e Chuck). Teddy fa promettere ai due amici che in caso di suo decesso si prenderanno cura di Ethel Ann e uno di loro, Chuck, la sposerà. Teddy muore a guerra quasi finita per un incidente aereo nei pressi di Belfast, ove l'aviazione americana aveva una base: il bombardiere B-17 su cui viaggiava, a causa della pessima visibilità, si schianta su una collina che sovrasta la città irlandese e s'incendia. Il corpo di Teddy però non verrà mai ritrovato. Nel frattempo Jimmy, un giovane irlandese, seguendo l'anziano vicino di casa Quinlan nelle sue ricerche sulla collina sovrastante Belfast, trova un anello tra i rottami di un B-17: si tratta dell'anello di Teddy che porta incisi i nomi dei due giovani sposi: Jimmy è determinato a restituirlo alla donna a cui doveva essere dato.
Jimmy si trova preso in mezzo nel sanguinoso conflitto fra l'IRA, comandata nel quartiere dall'anziano militante Cathal Thomas e i corpi paramilitari protestanti dell'Irlanda del Nord: minacciato da entrambi i contendenti, fugge da Belfast per andare nel Michigan a consegnare l'anello ad Ethel. Ethel gli mostra una parete ricoperta dai ricordi di Teddy, che Jack e Chuck le avevano portato nel 1944. Marie è scioccata e furiosa nell'apprendere che la madre non amava Chuck, ma il ricordo di Teddy. Ethel torna a Belfast con Jimmy. Qui, proprio di fronte alla casa di Jimmy, esplode una bomba dell'IRA che uccide un soldato britannico di pattuglia nel quartiere con altri commilitoni. Incurante delle raccomandazioni del comando inglese, che ha isolato la zona paventando una seconda esplosione, Ethel Ann si avvicina al corpo del soldato britannico morente. Jimmy corre sulla collina, dove trova Cathal in procinto di attivare la seconda carica esplosiva.
Prima che Jimmy riesca a fermarlo, Cathal viene ucciso dai paramilitari protestanti, ma riesce comunque ad attivare il detonatore. Quinlan riesce a fare allontanare Ethel dal corpo del soldato poco prima che esploda la seconda bomba. Dopo di che racconta a Ethel che lui era sulla collina quando il B17 di Teddy precipitò, e trovò Teddy ancora vivo raccogliendo le sue ultime parole con le quali chiedeva di liberare Ethel dalla promessa di essergli per sempre fedele. Jack confessa a Ethel di averla sempre amata e inizia la loro ormai tardiva storia d'amore.

## Produzione
Closing the Ring fu girato a Toronto, a Hamilton, Ontario, Canada, e a Belfast, Irlanda del Nord.

## Distribuzione
Il film è stato presentato in anteprima al Toronto International Film Festival il 14 settembre 2007 e ha partecipato al London Film Festival il 21 ottobre 2007.

## Recensioni
Il film ottenne critiche discordanti.
Secondo il Toronto International Film Festival il film «...esemplifica l'equilibrio tra l'epico e l'intimo che è stata la caratteristica della splendida carriera di Lord Richard Attenborough... Attenborough delinea diversi temi con semplicità e grazia, dando al suo celebre cast ampie possibilità di brillare». La critica conclude che il film è «...un'importante storia d'amore, si trova tra i film di una delle leggende viventi del cinema. Tessendo insieme abilmente diverse epoche e luoghi, Attenborough ha prodotto un'altra grande tela per le ripercussioni emotive di una promessa fatta in tempo di guerra.»
Derek Malcolm del Evening Standard ha scritto che «...è sempre ben recitato e ha un appeal romantico che non deve essere deriso...»
Alan Morrison del Empire ha scritto: «Dopo recenti delusioni Sir Dickie Attenborough ritorna alla migliore, sebbene invecchiata, forma.»
Philip French del The Observer ha scritto: «La sceneggiatura di Woodward è poco più che artificiosa, come anche troppo enfatica. Ma Attenborough ha infuso in essa acume caldo e maturo, e i vecchi membri del pubblico lo hanno trovato estremamente attivo.»
Laura Bushell del BBCi Films ha definito il film «...una soffocata storia d'amore e perdita nella Seconda guerra mondiale, che ha un fascino vintage nelle sue aspirazioni, è difficile capire perché un pubblico nuovo dovrebbe accorrere a vederlo.»